# Эрдмансдорф, Фридрих Вильгельм фон
Фридрих Вильгельм фон Эрдмансдорф (нем. Friedrich Wilhelm von Erdmannsdorff; 18 мая 1736, Дрезден, Саксония — 9 марта 1800, Дессау, Саксония-Анхальт) — немецкий архитектор, теоретик архитектуры, представитель раннего классицизма. Работал в Потсдаме, в парке Сан-Суси. Его наиболее значительные постройки расположены в парках Дессау-Вёрлиц, внесённых в список памятников Всемирного наследия ЮНЕСКО.

## Биография

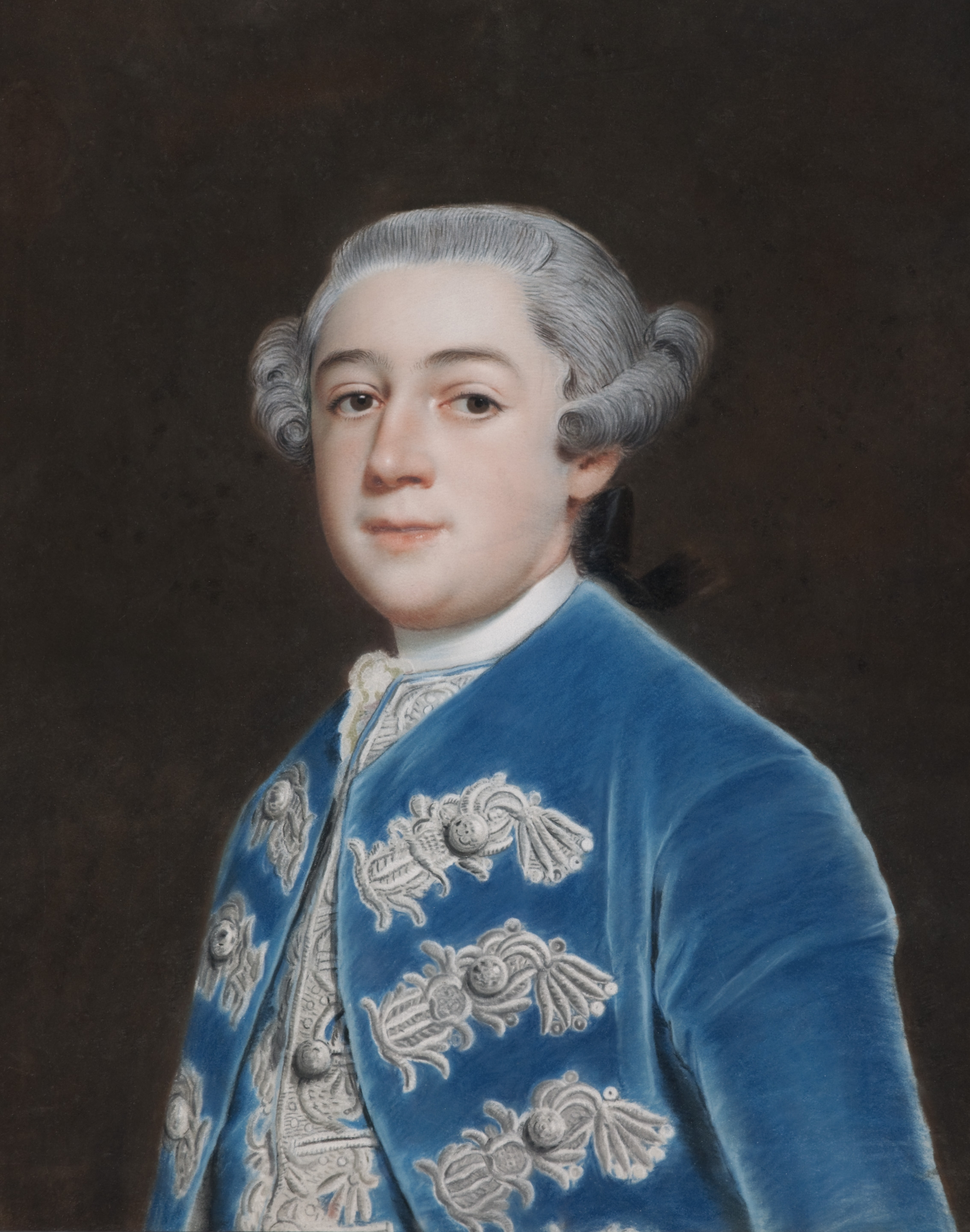
К. Ф. Р. Лишевский. Портрет герцога Фридриха Франца фон Ангальт-Дессау. 1758. Бумага, пастель. Дворец Мозигкау, Дессау

Барон Ф. В. фон Эрдмансдорф родился в семье саксонского придворного, чиновника избирательного суда, барона Эрнста Фердинанда фон Эрдмансдорфа и Генриетты Маргарет фон Хесслер. После начального образования в Лейпциге учился в Придворной академии (Ritterakademie) в Дрездене (1750—1754), затем — в Виттенбергском университете (1754—1757).
В Виттенберге молодой архитектор познакомился с князем (позднее — герцогом) Фридрихом Францем фон Ангальт-Дессау, с которым был дружен всю жизнь. В 1758 году Эрдмансдорф поступил к князю на службу. Целью Франца фон Ангальт-Дессау, одного из наиболее последовательных сторонников Просвещения в Германии, было создание архитектурной и парковой гармонии, основанной на идеях классицизма, воплотить которую в жизнь он и поручил своему другу Эрдмансдорфу. Принц Франц преследовал цель превратить свои земли в единое садовое королевство. Помимо благоустройства ландшафта, должны быть построены и доступны для всех жителей, независимо от их социального статуса, загородные дома различной архитектуры, основанной на традициях античности.
Между 1761 и 1775 годами Эрдмансдорф совершил поездки в Италию, Голландию, Англию, Францию, Швейцарию. Большое влияние на него оказало творчество архитекторов английского классицизма, братьев Роберта и Джеймса Адама, а также Уильяма Чеймберс. В Риме Эрдмансдорф познакомился с археологом Иоганном Иоахимом Винкельманом и архитектором Шарлем-Луи Клериссо, был впечатлён фантазией Джованни Баттиста Пиранези.
В 1781 году Эрдмансдорф женился на Вильгельмине фон Ахлимб, дочери прусского полковника Иоахима Вильгельма фон Ахлимба (1701—1763). С ней у него было две дочери.
В 1786 году Эрдмансдорфа вызвал прусский король Фридрих Вильгельм II, и он до 1789 года работал в Берлине и Потсдаме. Занимался перестройкой в стиле классицизма интерьеров Берлинского и Потсдамского дворцов. С 1786 года Эрдмансдорф — почётный член берлинской «Королевской Академии искусств и механических наук» (Königlichen Akademie der Künste und mechanischen Wissenschaften).
В 1789—1790 годах Эрдмансдорф снова путешествовал по Италии. В Риме он познакомился с живописцами Ангеликой Кауфман и Якобом Филиппом Хаккертом, а также со скульпторами Александром Триппелем, Антонио Кановой и Бартоломео Кавачеппи. После возвращения в 1791 году предпринял совместно с князем Францем фон Анхальт-Дессау поездку по средней и южной Германии с остановками при дворах в Готе, Касселе и Карлсруэ.
В 1796 году Эрдманнсдорф взял на себя художественное руководство мастерскими «Халкографического общества» (Chalkographische Gesellschaft), любителей гравюры на меди, основанного в Дессау в 1795 году с целью популяризации художественных произведений в репродукционной гравюре.
Ф. В. фон Эрдмансдорф был масоном. В 1759 году в Лейпциге он был принят в масонскую ложу «Минервы трёх пальм» (Freimaurerloge Minerva zu den drei Palmen).
Барон Фридрих Вильгельм фон Эрдмансдорф скончался 9 марта 1800 года в Дессау в возрасте шестидесяти четырёх лет. Его могила находится на Первом историческом кладбище (Historischer Friedhof I) в Дессау.
Самым известным учеником Эрдмансдорфа был Фридрих Давид Жилли, будущий учитель Карла Фридриха Шинкеля.

## Архитектурное творчество
Эрдмансдорф никогда не занимал официальной должности в администрации или правительстве герцогства Ангальт-Дессау или иного государства. Свою работу в качестве мастера-строителя и влияние на современное искусство он осуществлял исключительно благодаря дружбе с герцогом. Он никогда не преподавал формально, но своим творчеством оказывал большое влияние на художников-классицистов, в том числе в Пруссии, таких как Фридрих Жилли, Карл Готтгард Лангганс и Готфрид Шадов, поскольку они работали по его эскизам в Берлине.
На творчество Эрдмансдорфа помимо Италии особенно повлияло искусство и культура Англии. Архитектура английского палладианства прослеживается в относительно поздних проектах Эрдмансдорфа. В палладианском стиле он создал, среди прочего, Замок Вёрлиц (1769—1773), одно из ранних классицистических дворцовых сооружений на европейском континенте, Дворцовый театр (1777) и Замок Георгиум (ок. 1780) в Дессау.
Помимо классицистических построек в духе времени по его планам созданы здания в неоготическом стиле, которым увлекался герцог Франц. В «Готическом доме» в Вёрлице Эрдмансдорф также реализовал впечатления, полученные от поездки в Англию.

## Наиболее значительные постройки

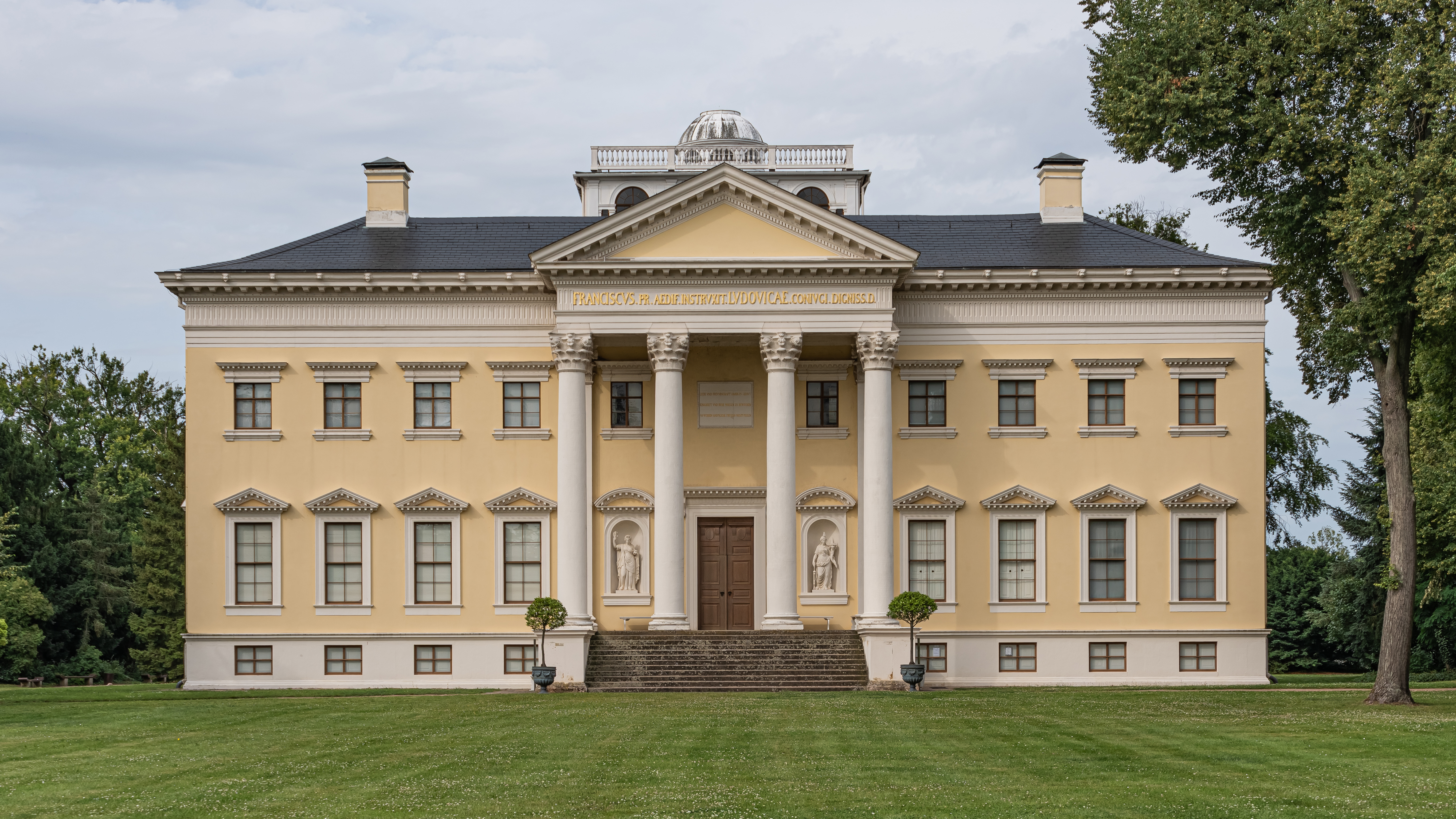
Замок в Вёрлице. Окрестности Дессау. 1769—1773
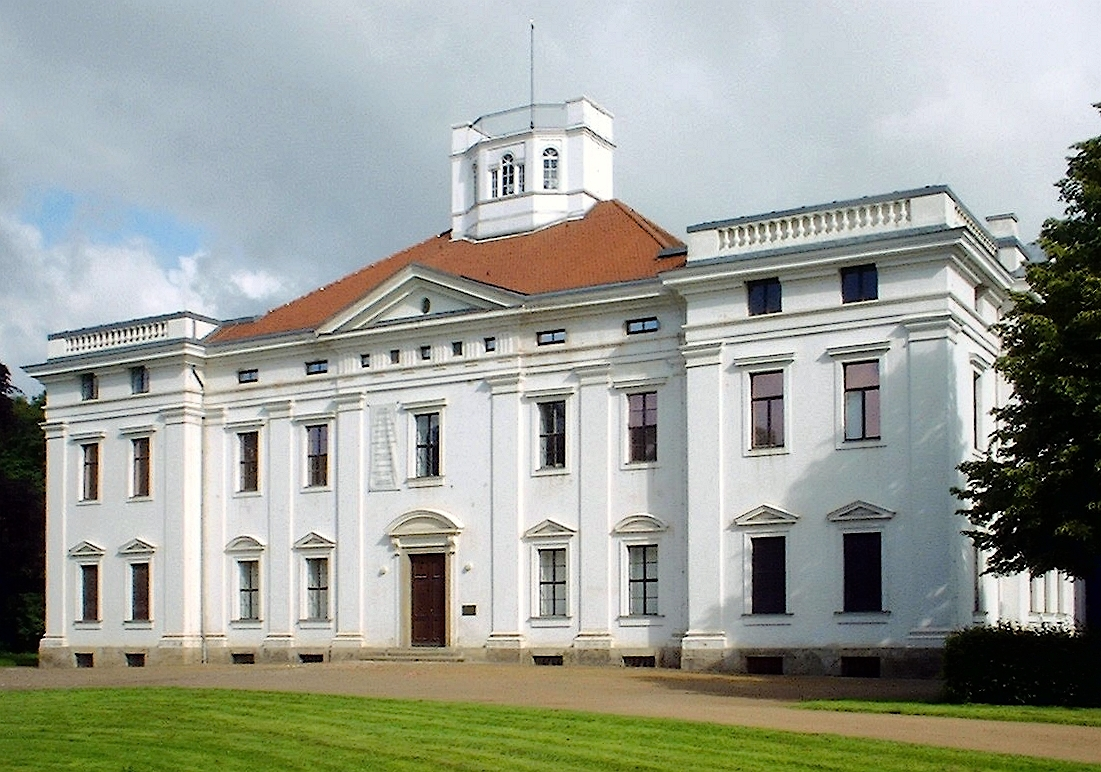
Дворец Георгиум. Дессау. Ок. 1780 г.
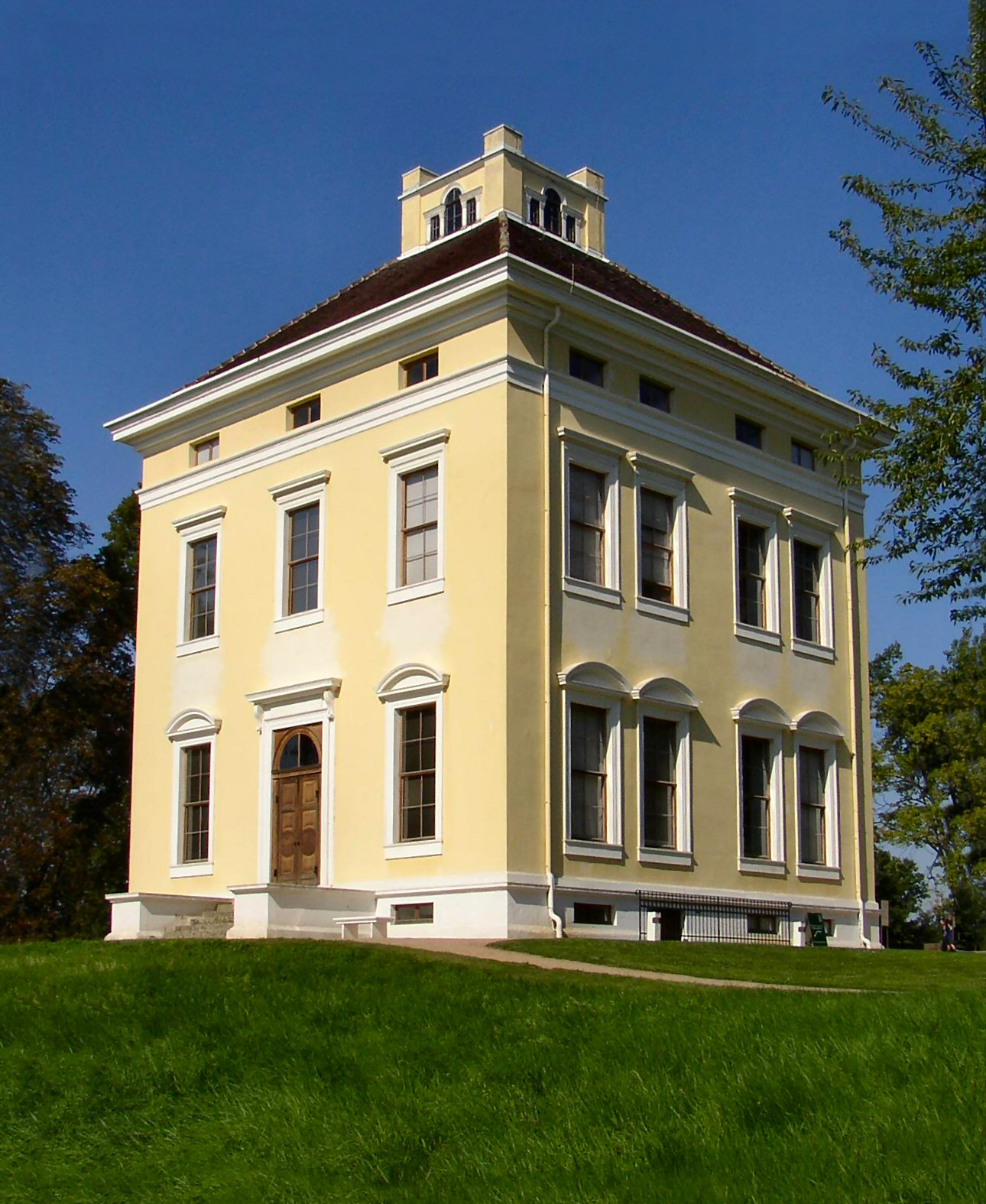
Дворец «Луизиум» в Дессау. 1774—1778
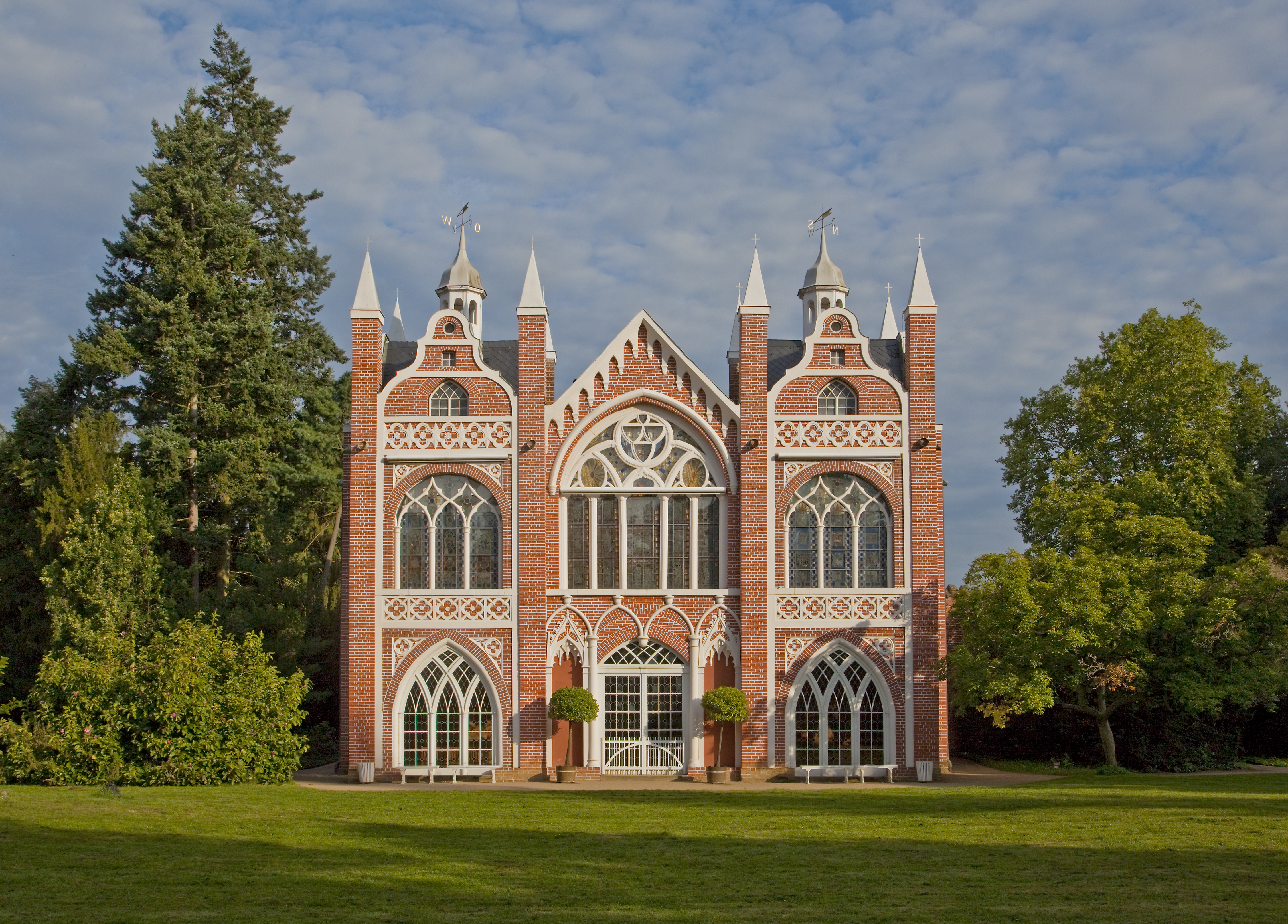
«Готический дом» в парке Вёрлиц. 1773—1813
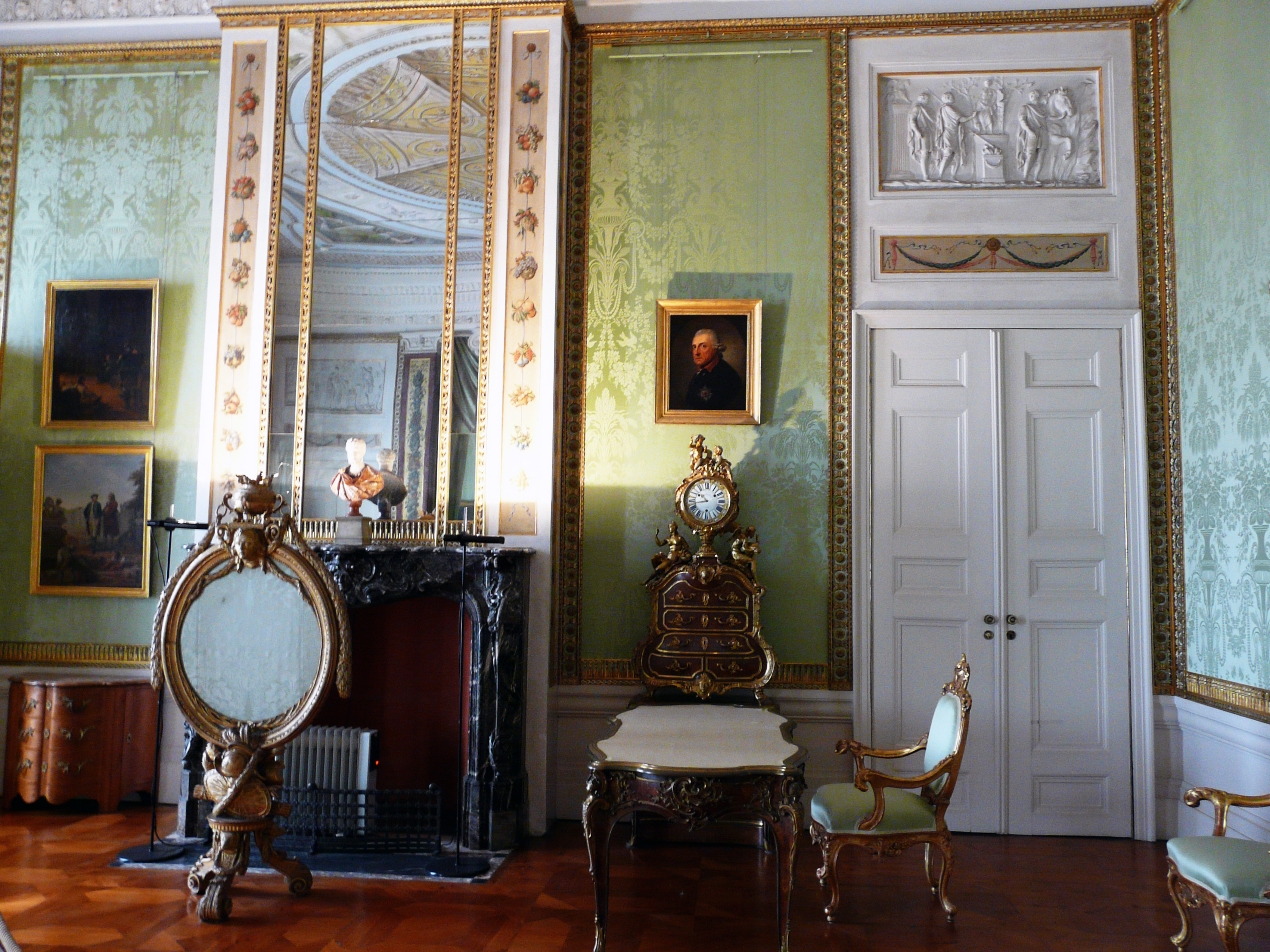
Рабочий кабинет короля Фридриха Вильгельма II во дворце Сан-Суси. 1786—1789
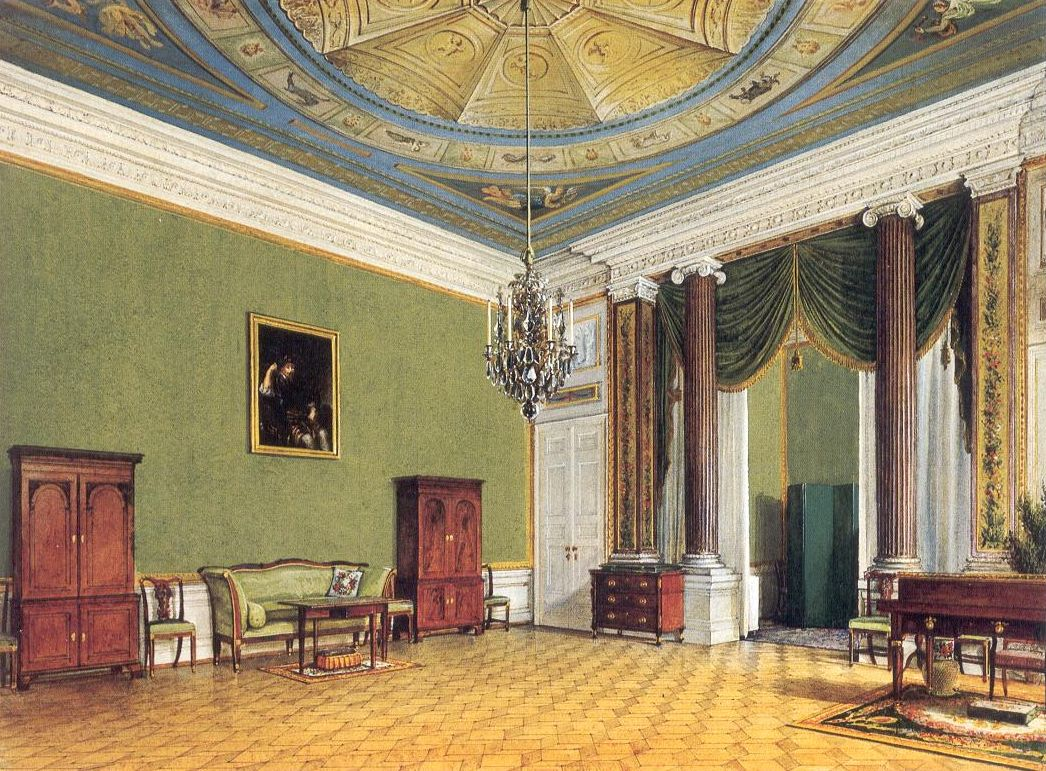
Спальня короля Фридриха Вильгельма II во дворце Сан-Суси. 1786—1789. Акварель неизвестного художника